# ورقة 100 كواشا زامبي
ورقة 100 كواشا زامبي هي فئة من كواشا زامبي. أصدر الورقة النقدية الحالية في عام 2013 ويظهر على وجه الورقة السهوج وشعار زامبيا وتوقيع محافظ بنك زامبيا والقيمة الاسمية للورقة النقدية المحدد وشجرة تبلدي. وعلى الظهر تمثال الحرية في لوساكا وجمعية زامبيا الوطنية وجاموس إفريقي والقيمة الاسمية للورقة النقدية بالكلمات في الزاوية اليسرى السفلية وبالأرقام في الزوايا الثلاث الأخرى. هي أعلى فئة من الأوراق النقدية الصادرة عن بنك زامبيا منذ يناير 2013 عندما حذفت ثلاثة أصفار من الفئات الموجودة مسبقًا 500 و1000 و5000 و10000 و20000 و50000 كواشا.

## حذف ثلاثة أصفار
اقترح بنك زامبيا في 23 يناير 2012 إعادة تقييم الكواشا الزامبي. وافقت الحكومة على هذا الاقتراح في البداية لمعالجة التكاليف المرتبطة بالانخفاض المستمر في قيمة العملة الوطنية نتيجة لاتفاح التضخم لعدة سنوات خلال العقود الأخيرة من القرن العشرين والسنوات الأولى من القرن الحادي والعشرين. أصدر بنك زامبيا بيانًا صحفيًا في 22 أغسطس 2012 يفيد بأن تاريخ إعادة تقييم العملة هو في 1 يناير 2013. وافقت جمعية زامبيا الوطنية على التعديل في 3 نوفمبر 2012. وصدر القانون (Act 8 of 2012) إعادة التقييم في 3 ديسمبر 2012. قسمت فئات العملة القديمة على 1000 أي حذفت ثلاثة أصفار من الـ 50,000 كواشا، و20,000 كواشا، و10,000 كواشا، و5000 كواشا، و1000 كواشا. تم وأصبحت فئات 500 و100 و50 كواشا 1 كواشا و50 و10 و5 نجوي على التوالي.